# 피아노 협주곡 21번 (모차르트)

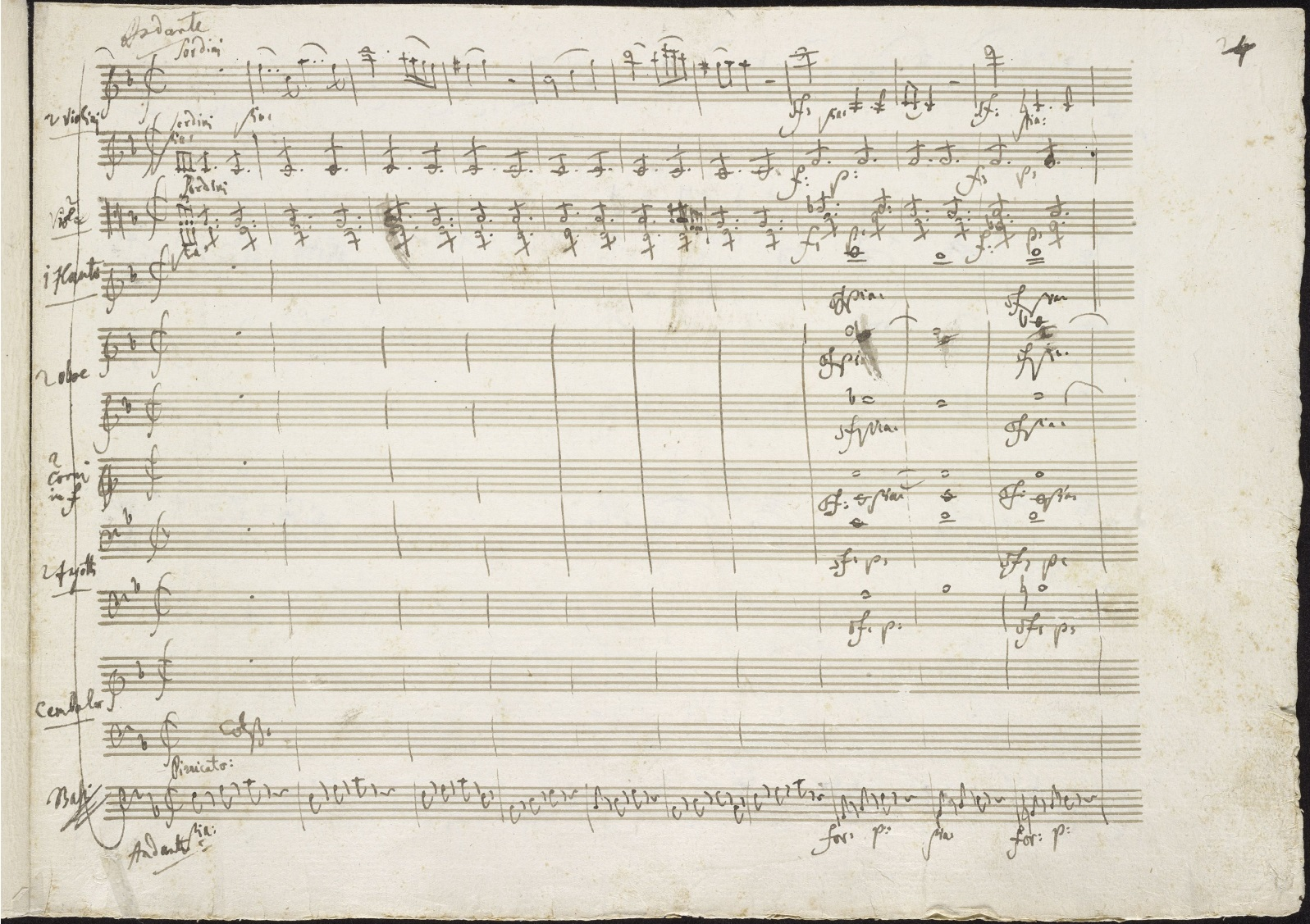

《피아노 협주곡 21번 다장조 K.467》는 볼프강 아마데우스 모차르트가 1785년에 빈에서 작곡한 피아노 협주곡이다.

## 악장 구성
곡의 구성은 다음과 같다.
1. 알레그로 마에스토소 (Allegro Maestoso)
2. 안단테 (Andante)
3. 알레그로 비바체 아사이 (Allegro vivace assai)

## 대중 매체에서의 쓰임
- 마로니에의 노래 〈칵테일 사랑〉에서 언급된 작품이다.
- 1967년에 개봉한 스웨덴의 영화 〈엘비라 마디간〉에서 이 협주곡의 2악장이 사용되어 널리 알려졌다.